# Museo Herzegovina
El Museo de Herzegovina es un museo en Mostar, en Bosnia y Herzegovina que contiene elementos relacionados con la historia de la zona.
El museo fue fundado en 1950 con el propósito de encontrar, recoger, conservar y presentar el patrimonio cultural e histórico de Mostar y Herzegovina. Se encuentra en la antigua casa de Džemal Bijedić, el jefe del Gobierno yugoslavo que murió en un accidente de avión en 1977. El edificio, construido durante el período austro-húngaro, es un ejemplo de una mezcla de elementos arquitectónicos entre la vivienda de estilo austríaco y la residencia Oriental.